# Sagittaria secundifolia
Sagittaria secundifolia là một loài thực vật có hoa trong họ Alismataceae. Loài này được Kral miêu tả khoa học đầu tiên năm 1982.